# Доба Людовика XIV

Король Людовик XIV, у центрі Вольтерової праці

Доба Людовика XIV (фр. Le Siècle de Louis XIV) — твір Вольтера написаний 1751 року. У цій праці Вольтер збирався викласти філософські, а не історичні роздуми. Він спробував:
|  | описати нащадкам не вчинки однієї людини Людовика XIV, а дух людей у більш просвітну добу, яка була коли-небудь. Оригінальний текст (фр.) de peindre à la postérité, non les actions d’un seul homme, mais l’esprit des hommes dans le siècle le plus éclairé qui fut jamais. |

## Зміст
Нижче наведено зміст твору за розділами:
- I. Вступ.
- II. Держави Європи до Людовика XIV.
- III. Неповноліття Людовика XIV. Перемоги Франції на чолі з Великим Конде, у той час герцогом Енгієнським.
- IV. Громадянська війна.
- V. Продовження громадянської війни до закінчення повстання у 1653 році.
- VI. Французьке королівство до смерті кардинала Мазаріні в 1661 році.
- VII. Людовик XIV править сам. Він бореться з іспанськими Габсбургами до визнання за ним старшинства, і Папський престол задовольняє його вимоги. Він отримує Дюнкерк. Він надає допомогу імператорові, Португалії, Нідерландам[4], робить своє королівство процвітаючим і грізним.
- VIII. Завоювання Фландрії.
- IX. Завоювання Франш-Конте. Аахенський мир[5].
- X. Розбудова та пишності Людовика XIV. Одна авантюра в Португалії. Казимир у Франції. Допомога в Кандії. Завоювання Голландії.
- XI. Відхід з Голландії. Друге завоювання Франш-Конте.
- XII. Чудова кампанія та смерть маршала Тюрена[6]. Остання битва принца Конде при Сенефі[7].
- XIII. Від смерті Тюрена до Німвегенського миру в 1678 році.
- XIV. Захоплення Страсбурга. Обстріл Алжиру. Підкорення Генуї. Сіамське[8] посольство. Зарозумілий Папа Римський[9]. Кельнське курфюрство.
- XV. Скинення короля Якова своїм зятем Вільгельмом ІІІ, та протекція Людовиком XIV.
- XVI. Що відбувається на континенті до 1697 року, в той час як Вільгельм ІІІ підпорядковує собі Англію, Шотландію та Ірландію. Нове руйнування Пфальца. Перемоги маршалів де Катіни[10] та Люксембурга[11] тощо.
- XVII. Договір із Савоєю. Весілля герцога Бургундського[12]. Рейсвейкський мир. Французьке королівство та Європа. Смерть і заповіт Карла ІІ, короля Іспанії.
- XVIII. Пам'ятна війна за спадщину іспанської монархії. Міністерське та загальне управління до 1703 року.
- XIX. Поразка в битві під Бляйнхаймом або Гохштедтська баталія та її наслідки[13].
- XX. Втрати в Іспанії: поразки під Рамільї[14] та Турином[15], їх наслідки.
- XXI. Подальші ускладнення Франції та Іспанії. Людовик XIV відправляє свого першого міністра просити марного миру. Поразка в битві під Мальпаке[16] тощо.
- XXII. Людовик XIV продовжує просити мира та обороняється. Герцог Вандомський[17] зберігає короля Іспанії на троні.
- XXIII. Перемога маршала де Вілара[18] в битві під Дененом[19]. Покращення справ. Загальний мир.
- XXIV. Опис Європи після Утрехтського миру до смерті Людовика XIV.
- XXV. Особливість і цікаві випадки правління Людовика XIV.
- XXVI. Продовження особливостей і цікавих випадків.
- XXVII. Продовження особливостей і цікавих випадків.
- XXVIII. Продовження цікавих випадків.
- XXIX. Внутрішнє управління. Правосуддя. Торгівля. Поліція. Закони. Військова дисципліна. Морський флот тощо.
- XXX. Фінанси і регламент.
- XXXI. Науки.
- XXXII. Витончені мистецтва.
- XXXIII. Продовження мистецтв.
- XXXIV. Витончені мистецтва в Європі в часи Людовика XIV.
- XXXV. Церковні справи. Пам'ятні диспути.
- XXXVI. Кальвінізм в часи Людовика XIV.
- XXXVII. Янсенізм.
- XXXVIII. Квієтизм.
- XXXIX. Суперечки з приводу китайських обрядовостей. Як ці дискусії сприяли забороні християнства в Китаї.